# 윤복성
윤복성(1968년 2월 25일 ~ )은 대한민국의 성우이다. 문화방송 성우극회 소속. 1994년 MBC 공채 12기로 입사했다.

## 출연 작품

### 애니메이션
- 가이스터즈 (MBC) - 이온, 학생
- 기파이터 태랑 (MBC)
- 매직스워드 (SBS) - 콘월
- 미래전사 그레이트 건더 (SBS) - 이글메로
- 올림포스 가디언 (SBS) - 테세우스, 이카로스, 아폴론(15화)
- 은하철도 999 (MBC)
- 탑블레이드 (SBS) - 블러드
- 듀얼 마스터즈 (SBS) - 샤키
- 용의 전설 레전더 (SBS) - 리온
- 스피릿 (SBS) - 제익
- 우주소년 아톰 (SBS)
- 또또와 유령친구들 (SBS) - 화장실 귀신
- 매직 스워드 (SBS) - 콘월
- 유모는 미이라 (어린이TV) - 미스터 빅
- 알렉산더 (애니원) - 클레이토스
- 헌터X헌터 (애니원) - 진
  - 헌터X헌터 OVA (애니박스) - 진 프릭스
- 안녕! 노디 (MBC)
- 히트가이-J (애니원) - 션 아우로라
- 트라이건 (VIDEO)
- 알렉산더 전기 극장판 (VIDEO) - 클레이토스
- 암행어사 정약용 (MBC)

### 영화
- 블랙 라이온 (MBC)
- 겟 쇼티 (MBC)
- 니키타 (MBC)
- 덩크슛 (MBC)
- 미스터 원더풀 (SBS)
- 스크림 (MBC)
- 컬러 오브 머니 (MBC)
- 패신저 57 (MBC)
- 트와일라잇 (MBC)
  - 뉴문 (MBC)
- 록키 5 (MBC)
- 레알 (SBS) - 아키아의 아버지
- 세렌디피티 (SBS) - 케니(에반 뉴만) / 사무실 직원(리오 피츠패트릭)
- 크림슨 리버 (SBS)
- 매트릭스 (SBS) - 에어록(줄리안 애러항가)
- 매트릭스 2 (SBS) - 빅터(돈 바티)
- 매트릭스 3 (SBS) - 베인(이언 블리스)
- 오션스 일레븐 (SBS) - 터크 말로이(스콧 칸) / 러스티의 친구(배리 왓슨)
- 드림캐쳐 (SBS) - 축구팀 쿼터백(알렉스 캠벨)
- 애나 앤드 킹 (SBS)
- 의뢰인 (SBS)
- 에볼루션 (SBS)
- 딥 스타 식스 (SBS) - 하지스(톰 브레이)
- BB 프로젝트 (SBS) - 맥스(윤자유) / 경비원(황지굉) / 도박꾼의 부하(교보보)
- 희극지왕 (SBS)
- 신 영웅본색 (SBS)
- 오션스 트웰브 (SBS) - 버질 말로이 (케이시 에플렉)
- 라스트 사무라이 (SBS) - 일왕(나카무라 시치노수케)
- 애니 기븐 선데이 (SBS) - 루더 샤크 리베이 (로렌스 테일러)
- 포스 오브 네이처 (SBS)
- 스워드 피쉬 (SBS) - 토레스(안젤로 파간) / 요원(카멘 아젠지아노) / 외국인 해커(루돌프 마틴)
- 메트로 (SBS)
- 스타쉽 트루퍼스 (SBS)
- 퍼펙트 스톰 (SBS)
- 라스트 패트롤 (SBS)
- 스페이스 카우보이 (SBS)
- 애널라이즈 디스 (SBS)
- 젠 엑스 캅 (SBS) - 다니엘의 부하(윤자유)
- 캣츠 앤 독스 (SBS) - 픽(조 판톨리아노) / 고양이(빌리 웨스트)
- 리틀 부다 (SBS) - 참파(지그메 쿤장)
- 용재변연 (SBS) - 켄(유석현)
- 스크림3 (SBS) - 톰 (맷 키슬러)
- 빅 마마 하우스 (SBS) - 놀란 (앤터니 앤더슨)
- 인디펜던스 데이 (SBS) - 미구엘 (제임스 듀발)
- 개구쟁이 데니스2 (SBS)
- 매그놀리아 (SBS)
- 컨스피러시 (SBS)
- 이연걸의 히트맨 (SBS) - 소부의 동료(양성웅)
- 콘 에어 (MBC) - 심스(호세 수니가)
- 썬더하트 (MBC)
- D-13 (MBC)
- 닥터 두리틀 (MBC)
- AD 2000 (MBC) - 그렉 (여랑위)
- 이연걸의 영웅 (MBC)
- 러시아워 3 (SBS) - 마피아(데이빗 니븐)
- 올드 스쿨 (SBS) - 고든 / 치즈 (제레미 피번)
- 폭로 (SBS) - 스티븐 (마이클 치에포) 외
- 언컨디셔널 러브 (SBS)
- 오보소도 (SBS) - 토마소 (마르코 코치)
- 무인 곽원갑 (MBC) - 외국인(존 페이슬리)
- 뮤리엘의 웨딩 (MBC)
- 붉은 가마 (MBC)
- 종횡사해 (MBC) - 킬러(유숭붕)
- 뱀파이어의 환생 (MBC)
- 독고구검 (MBC)
- 나 홀로 집에 (MBC) - 버즈(데빈 라트레이)
- 스크림 (MBC)
- 머더 바이 넘버 (SBS) - 레이(크리스 펜)
- 잭 프로스트 (SBS)
- 나 홀로 집에 3 (SBS) - 스탠(세스 스미스)
- 성룡의 시티헌터 (SBS) - 맹파의 동료(임해봉) / 빈센트(빈센트 라포트)
- 썬더볼트 (SBS) - 아화의 동료(단위륜)

### 외화시리즈
- 이소룡 전기 (SBS) - 심력 외
- CSI 뉴욕 (MBC) - 크리스 매튜스 (팀 귀니)
- 명란이 매콤해 (KNN)

### 라디오 드라마
- 다큐멘터리 드라마 격동 30년 (MBC)
- 다큐멘터리 드라마 격동 50년 (MBC)
- 만화열전-레드문 (MBC) - 풍뎅이, 엑사토
- 만화열전-마스카 (MBC) - 요르그
- 만화열전-열혈강호 (MBC) - 돔, 모웅형, 지현, 어린비광, 독주가우, 신무문 문주
- 만화열전-호텔 아프리카 (MBC) - 올리버, 요원

### 나레이션
- 통일 전망대 뉴스 (MBC) - 북한 영화산책 해설
- CEO의 세계 (MBC)
- 베스트 오브 베스트 요리 (MBC)
- 별난 세상 별난 요리 (MBC)
- 야생 동물의 세계 (MBC)
- 종교기행 (CPBC)

### 드라마 출연
- 《여울목》 (MBC)
- 《제3공화국 (드라마)》 (MBC)
- 《환상여행》 (MBC)
- 《야인시대》 (SBS)
- 《자이언트》 (SBS)
- 《강력반》 (KBS2) - 기자 역
- 《백년의 유산》 (MBC) - 의사 역
- 《투윅스》 (MBC) - 경찰 역
- 《사랑이 오네요》 (SBS)
- 《시카고 타자기》 (tvN)
- 《리갈 하이》 (JTBC)
- 《더 뱅커》 (MBC)
- 《내 남자의 비밀》(KBS2)
- 《국민 여러분!》 (KBS2)
- 《꽃길만 걸어요》 (KBS1) - 신우은행 지점장 역
- 《엄마가 바람났다》 (SBS) - 김대건 역
- 《슬기로운 의사생활 시즌2》 (tvN) - 선도훈 환자 역
- 《닥터 로이어》 (MBC) - 선거 참모 역
- 《형사록 2》 (Disney+) - 우장익의 변호사 역
- 《이 연애는 불가항력》 (JTBC)
- 《효심이네 각자도생》 (KBS2) - 강준범 역
- 《독수리 5형제를 부탁해!》 (KBS2)
- 《트라이: 우리는 기적이 된다》 (SBS

### 게임
- 용기전승 플러스 - 딘

## 같이 보기
- 문화방송 성우극회